# Impasse des Peintres
Impasse des Peintres är en återvändsgata i Quartier de Bonne-Nouvelle i Paris andra arrondissement. Impasse des Peintres, som börjar vid Rue Saint-Denis 112, är enligt en teori uppkallad efter familjen Gilles le Peintre, som ägde en fastighet i grannskapet.

## Omgivningar
- Saint-Leu-Saint-Gilles
- Saint-Eustache
- Saint-Nicolas-des-Champs
- Saint-Martin-des-Champs
- Rue de Turbigo
- Rue Étienne-Marcel

## Bilder
| - Gatuskylt. - Saint-Leu-Saint-Gilles. - Rue de Turbigo nummer 57. |

## Kommunikationer
- Tunnelbana – linje  – Étienne Marcel
- Busshållplats Sébastopol – Étienne Marcel – Paris bussnät, linje 29

### Webbkällor
- ”Impasse des Peintres”. Mairie de Paris. https://web.archive.org/web/20160303191435/http://www.v2asp.paris.fr/commun/v2asp/v2/nomenclature_voies/Voieactu/7165.nom.htm. Läst 27 augusti 2022.
- ”Impasse des Peintres (2ème arrondissement)”. Les rues de Paris. https://web.archive.org/web/20180213173954/http://www.parisrues.com/rues02/paris-02-impasse-des-peintres.html. Läst 27 augusti 2022.